# Central American & Caribbean Bridge Federation
De Central American & Caribbean Bridge Federation (CACBF) is de federatie voor bridge in Midden-Amerika en het Caraïbisch gebied. Ze werd opgericht in 1971 en is gevestigd in Christ Church op Barbados. De CACBF is een van de acht subbonden van de World Bridge Federation.